# 이대로
이대로(李大路, 본명: 이상익(李相翼), 1939년 10월 13일 ~ )는 대한민국의 배우이다.

## 학력
- 청구대학교 국어국문학과 학사

## 생애
1960년에는 연극 배우로 처음 데뷔하였고, 1966년에는 서울중앙방송(지금의 KBS) 성우로 데뷔하였으며 1972년 영화 《장화홍련전》의 조연으로 영화 배우로 데뷔하였다가 1980년부터 한국방송공사 특채 탤런트로 연기자까지 데뷔하였다. 그의 차남인 이지형도 배우이다.

## 출연작

### TV 드라마
- 2020년 채널A 《유별나! 문셰프》 ... 승모의 스승 역
- 2017년 MBC 《군주 - 가면의 주인》 ... 상선 역
- 2017년 KBS2 《김과장》 ... 차기우 역
- 2015년 SBS 《나의 판타스틱한 장례식》 ... 약사 할아버지 역
- 2015년 KBS1 《징비록》 ... 정탁 역
- 2014년~2015년 MBC 《전설의 마녀》 ... 재심사건 변호사 역
- 2014년 KBS2 《뻐꾸기 둥지》 ... 작은 할아버지 역
- 2014년~2015년 KBS2 《가족끼리 왜 이래》 ... 강서울의 할아버지 역
- 2014년 KBS1 《정도전》 ... 황연 역
- 2013년 MBN 《해밀》
- 2013년 KBS2 《칼과 꽃》 ... 선회영 역
- 2013년 MBC QUEEN 《네일샵 파리스》
- 2013년 KBS2 《광고천재 이태백》
- 2013년 KBS1 《산 너머 남촌에는 2》
- 2012년 KBS2 《울랄라 부부》
- 2012년 KBS1 《대왕의 꿈》 ... 원광 역
- 2012년 MBC 《무신》 ... 혜심 역
- 2011년 KBS1 《광개토태왕》
- 2011년 MBC 《하이킥 짧은 다리의 역습》
- 2011년 SBS 《신기생뎐》 ... 금시조 역
- 2010년 KBS1 《자유인 이회영》 ... 이석영 역
- 2010년 SBS 《세 자매》 ... 영호 부 역
- 2010년 KBS1 《전우》
- 2010년 KBS2 《추노》 ... 임영호 역
- 2009년 MBC 《지붕뚫고 하이킥》 ... 풍파고 이사장 역
- 2008년 KBS1 《대왕 세종》 ... 왕진 역
- 2008년 KBS1 《산 너머 남촌에는》
- 2007년 KBS1 《아름다운 시절》
- 2007년 KBS2 《한성별곡》 ... 노객주 역
- 2007년 SBS 《고스트 팡팡》 ... 조상신신주할배단 역
- 2007년 KBS2 《아름다운 시절》 ... 한씨 역
- 2006년 SBS 《연개소문》 ... 조실어른 역
- 2006년 MBC 《90일, 사랑할 시간》 ... 견인요원 역
- 2006년 KBS1 《서울 1945》
- 2006년 KBS2 《황진이》 ... 주지 역
- 2006년 KBS2 《화랑전사 마루》 ... 원광법사 역
- 2005년 KBS1 《KBS HDTV 문학관 - 서러워라, 잊혀진다는 것은》(2005.12.23) ... 송시열 역
- 2005년 SBS 《하늘이시여》
- 2005년 KBS2 《드라마시티 - 산사의 아침》 ... 석산 역
- 2005년 MBC 《제5공화국》 ... 이부영 역
- 2004년 KBS 《불멸의 이순신》 ... 녹도 만호 정운의 부친 정응정 역
- 2004년 MBC 《영웅시대》 ... 쌀가게 주인 권영감 역
- 2003년 KBS1 《무인시대》 ... 정숙첨 역
- 2003년 SBS 《야인시대》 ... 염동진 역
- 2002년 KBS1 《제국의 아침》 ... 서필 역
- 2001년 SBS 《피아노》... 억관 하숙집주인 역
- 2001년 MBC 《상도》
- 2001년 KBS 《명성황후》 ... 최익현 역
- 2001년 MBC 《홍국영》
- 2001년 ITV 《립스틱》 ... 카메오 단역
- 2000년 ITV 《헬로우 닥터》 ... 카메오 단역
- 2000년 KBS1 《태조 왕건》 ... 도선대사 역
- 1998년 KBS1 《왕과 비》 ... 구치관 역
- 1998년 SBS 《삼김시대》
- 1998년 SBS 《순풍산부인과》
- 1997년 KBS2 《아씨》 ... 아씨 아버지 역(도중하차)
- 1996년 KBS2 《전설의 고향》 ... 사굴
- 1996년 KBS1 《용의 눈물》 ... 이래 역(중도합류)
- 1996년 MBC 《미망》
- 1995년 MBC 《제4공화국》 ... 유병현 역
- 1995년 SBS 《코리아게이트》
- 1995년 SBS 《국화와 칼》
- 1995년 SBS 《장희빈》 ... 송시열 역
- 1993년 KBS2 《사랑, 그리고 이별》
- 1993년 KBS1 《비검》
- 1993년 MBC 《제3공화국》 ... 박정희 부, 박성빈 / 조재천 / 조한백 역
- 1992년 KBS1 《시간과 눈물》
- 1992년 MBC 《여명의 눈동자》 ... 안재홍 역
- 1991년 KBS1 《맥랑시대》
- 1991년 KBS1 《왕도》 ... 홍국영 부, 홍낙춘 역
- 1990년 KBS2 《TV 손자병법》
- 1990년 KBS2 《그대 아직도 꿈꾸고 있는가》
- 1990년 MBC 《반민특위》 ... 김병로 역
- 1990년 KBS1《왕조의 세월》 ... 한규설 역
- 1990년 KBS1《봉숭아꽃물》
- 1990년 KBS2《꽃 피고 새 울면》
- 1990년 MBC 《전원일기》 ... 김 회장 부인의 6촌 동생 역 (단역)
- 1989년 MBC 《제2공화국》 ... 가평 경찰서장 / 주요한 역
- 1987년 KBS1 《토지》
- 1987년 KBS2 《사모곡》
- 1986년 KBS1 《멀고먼 사람들》
- 1985년 KBS1 《황토》
- 1985년 KBS1 《진도아리랑》
- 1985년 KBS1 《광장》
- 1985년 KBS1 《새벽》 ... 이주하 역
- 1984년 KBS1 《함정》
- 1983년 KBS2 《전우》
- 1983년 MBC 《추동궁 마마》 ... 이색 역
- 1983년 KBS2 《객주》
- 1983년 MBC 《무역왕 최봉준》
- 1982년 MBC 《이용익》
- 1982년 KBS1 《그 여름의 이틀》 ... 니시히로 다다오 역
- 1982년 KBS1 《풍운》 ... 산조 사네토미 역
- 1981년 MBC 《제1공화국》 ... 김석황 / 신성모 역

### 영화
- 2014년 《제4 이노베이터》 ... 다나카 역 (조연)
- 2009년 《전우치》 ... 정치인 역 (단역)
- 2008년 《희생》 ... 노부 역 (주연)
- 2007년 《만남의 광장》 ... 북쪽 이장 역 (조연)
- 2007년 《저 하늘에도 슬픔이》 ... 할아버지 역 (단역)
- 2005년 《바리바리 짱》 ... 경호원 역 (단역)
- 1999년 《텔 미 썸딩》 ... 경찰서장 (단역)
- 1999년 《북경반점》 ... 이태리 식당 요리사 (단역)
- 1999년 《연풍연가》 ... 태희 부 (조연)
- 1997년 《삘구》 ... 교장 역 (조연)
- 1993년 《참견은 노 사랑은 오예》 ... 교장 역 (조연)
- 1993년 《화엄경》 ... 등대지기 역 (단역)
- 1991년 《은마는 오지 않는다》 ... 찬돌 부 역 (조연)
- 1991년 《젊은 날의 초상》 ... 숙부 역 (조연)
- 1990년 《꼴찌부터 일등까지 우리반을 찾습니다》 ... 교감 선생님 역 (주연)
- 1990년 《꿈》 ... 태수 역 (조연)
- 1990년 《동경 아리랑》 (조연)
- 1990년 《경찰+칠득이와 너털도사》 (조연)
- 1989년 《발바리의 추억》 (특별출연)
- 1989년 《그 후로도 오랫동안》 (조연출)
- 1989년 《들병이》
- 1987년 《공중에 뜬 나의맨발》 (조연)
- 1986년 《어울렁 더울렁》
- 1984년 《봄이오면 산에 들에》 (주연)
- 1982년 《만추》 (주연)
- 1981년 《하얀미소》 (주연)
- 1980년 《물보라》
- 1972년 《장화홍련전》

### 영화 조연출
- 1989년 《그후로도 오랫동안》